# Cerithiopsis aimen
Cerithiopsis aimen is een slakkensoort uit de familie van de Cerithiopsidae. De wetenschappelijke naam van de soort is voor het eerst geldig gepubliceerd in 1996 door Rolán & Espinosa.